# Casa del carrer Sant Francesc (Pallejà)
La Casa del carrer Sant Francesc és un edifici del municipi de Pallejà (Baix Llobregat) que forma part de l'Inventari del Patrimoni Arquitectònic de Catalunya. Data del segle xviii.

## Descripció
És una casa que té l'entrada per un portal forà, a la façana es pot observar l'antic celler. La coberta és a dues vessants, on la part esquerra ha estat modificada amb l'afegit d'una terrassa en el sentit de la coberta, al revés de l'originari.